# Ropicapomecyna fairmairei
Ropicapomecyna fairmairei là một loài bọ cánh cứng trong họ Cerambycidae.